# Simplicidade voluntária
A simplicidade voluntária refere-se a práticas que promovem a simplicidade no estilo de vida de alguém. Práticas comuns de simplicidade voluntária incluem reduzir o número de bens que se possui, depender menos da tecnologia e serviços e gastar menos dinheiro. Estas práticas podem ser vistas ao longo da história, religião, arte e economia.

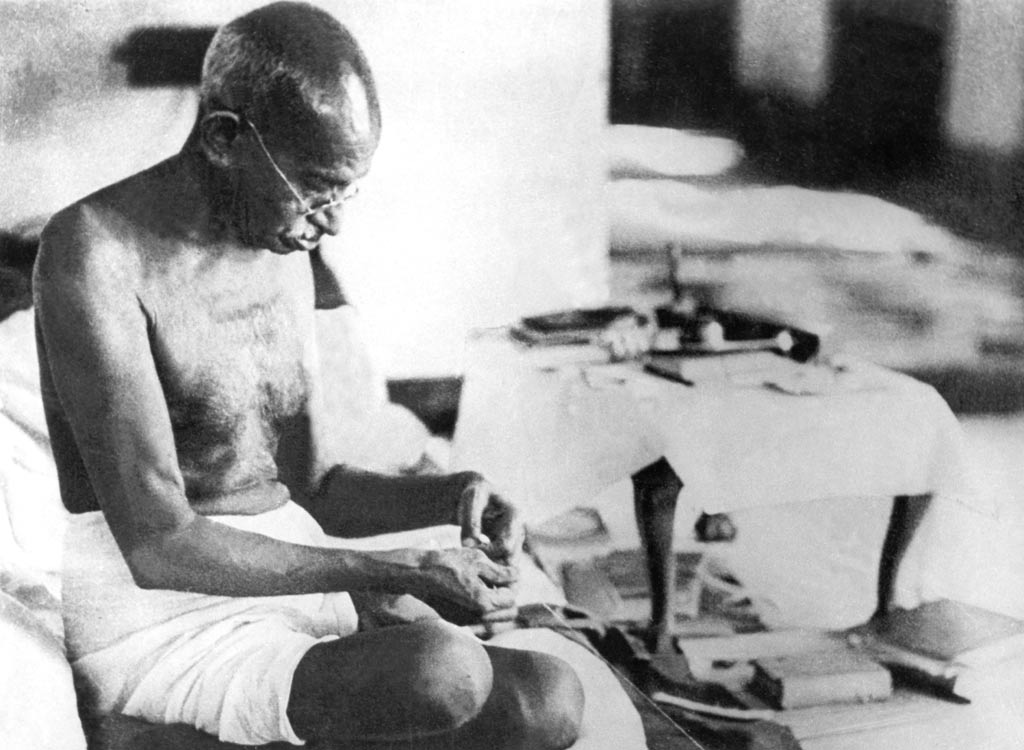
Mahatma Gandhi fiando fio em 1942. Gandhi acreditava numa vida de simplicidade e auto-suficiência.

Os adeptos podem escolher uma vida simples por uma variedade de razões pessoais, como espiritualidade, saúde, aumento do tempo de qualidade para a família e amigos, equilíbrio entre vida profissional e pessoal, gosto pessoal, sustentabilidade financeira, aumento da filantropia, frugalidade, sustentabilidade ambiental, ou reduzir o stresse. A simplicidade voluntária também pode ser uma reação ao materialismo e ao consumo conspícuo. Alguns citam objetivos sociopolíticos alinhados com movimentos ambientalistas, anticonsumistas ou antiguerra, incluindo conservação, decrescimento, ecologia profunda e resistência fiscal.

## História

### Religiosa e espiritual

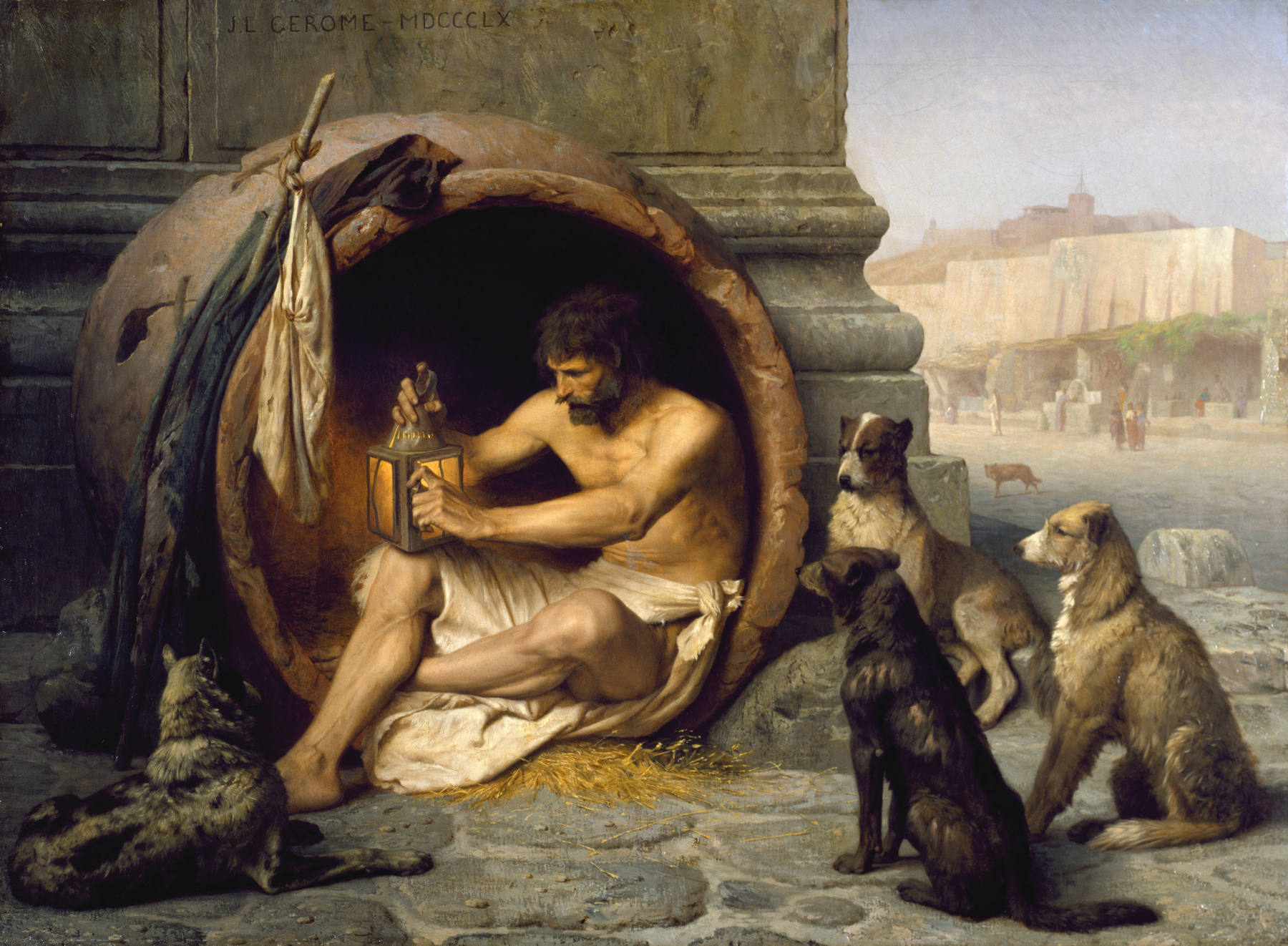
Diógenes a viver numa jarra de vinho de barro. Pintura de Jean-Léon Gérôme (1860), Museu de Arte Walters.

Várias tradições religiosas e espirituais incentivam a simplicidade voluntária. Os primeiros exemplos incluem as tradições Xramaṇa da Idade do Ferro na Índia e os nazireus bíblicos. Tradições mais formais de simplicidade voluntária remontam à antiguidade, originárias de líderes religiosos e filosóficos como Lao Tzu, Confúcio, Zaratustra, Gautama Buda, Jesus e Maomé. Estas tradições foram fortemente influenciadas pelas culturas nacionais e pela ética religiosa. Diógenes, uma figura importante na antiga filosofia grega do cinismo, afirmou que uma vida simples era necessária para a virtude, e dizia-se que vivia numa jarra de vinho.
A simplicidade foi um dos principais conceitos defendidos por Lao Tzu, o fundador do Taoísmo. Isto está mais incorporado nos princípios de Pu e Ziran. Confúcio foi citado inúmeras vezes como promotor da simplicidade voluntária.
Gautama Buda defendeu a simplicidade voluntária como uma virtude central do budismo. As Quatro Nobres Verdades defendem o desapego do desejo como o caminho para acabar com o sofrimento e alcançar o Nirvana.
Diz-se que Jesus viveu uma vida simples. Diz-se que ele encorajou os seus discípulos "a não levarem nada para a viagem, exceto um cajado - nem pão, nem bolsa, nem dinheiro nos seus cintos - mas a usar sandálias e não colocar duas túnicas". Semelhante à declaração de Jesus, muitos notáveis indivíduos religiosos, como Bento de Núrsia, Francisco de Assis, Henry David Thoreau, Leo Tolstoy, Rabindranath Tagore, Albert Schweitzer e Mahatma Gandhi, afirmaram que a inspiração espiritual levou para um estilo de vida simples.

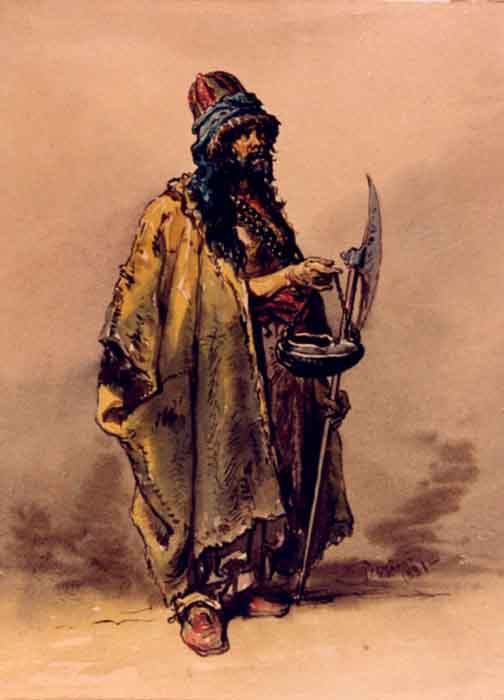
Dervixe otomano retratado por Amedeo Preziosi, cerca de 1860, Muzeul Naţional de Artă al României

O sufismo no mundo muçulmano emergiu e cresceu como uma tradição mística, um tanto oculta nas principais denominações sunitas e xiitas do Islão, afirmam Eric Hanson e Karen Armstrong, provavelmente em reação ao "crescente mundanismo das sociedades omíadas e abássidas". O sufismo foi adotado e depois cresceu particularmente nas áreas fronteiriças dos estados islâmicos, onde o ascetismo dos seus faquires e dervixes atraía populações já acostumadas às tradições monásticas do hinduísmo, budismo e cristianismo. Os sufis foram altamente influentes e muito bem sucedidos na disseminação do Islão entre os séculos X e XIX, particularmente para os postos avançados mais distantes do mundo muçulmano no Oriente Médio e norte da África, os Balcãs e Cáucaso, o subcontinente indiano e, finalmente, Centro, Leste e Sudeste Asiático. Alguns estudiosos argumentam que os ascetas e místicos muçulmanos sufis desempenharam um papel decisivo na conversão dos povos turcos ao islamismo entre os séculos X e XII e os invasores mongóis na Pérsia durante os séculos XIII e XIV, principalmente por causa das semelhanças entre os sufis extremos e ascéticos (faquires e dervixes) e os xamãs da religião tradicional turco-mongol.
Os plain people normalmente pertenciam a grupos cristãos que praticavam estilos de vida com formas de riqueza ou tecnologia excluídas por motivos religiosos ou filosóficos. Tais grupos cristãos incluem os Shakers, Menonitas, Amish, Hutterites, Colónias Amana, Bruderhof, Antigos Irmãos Batistas Alemães, Sociedade Harmonia e alguns Quakers. Uma crença Quaker chamada Testemunho da simplicidade afirma que uma pessoa deve viver a sua vida com simplicidade. Alguns tropos sobre a exclusão completa da tecnologia nesses grupos podem não ser precisos. Os Amish e outros grupos usam alguma tecnologia moderna, depois de avaliar o seu impacto na comunidade.
O filósofo iluminista francês do século XVIII Jean-Jacques Rousseau elogiou fortemente o modo de vida simples em muitos dos seus escritos, especialmente em dois livros: Discurso sobre as Artes e Ciências (1750) e Discurso sobre a Desigualdade (1754).

### Seculares e políticos
O epicurismo, baseado nos ensinamentos do filósofo Epicuro, sediado em Atenas, floresceu por volta do século IV a.C. até ao século III d.C. O epicurismo sustentava a vida tranquila como o paradigma da felicidade, possibilitada por escolhas cuidadosamente ponderadas. Especificamente, Epicuro apontou que os problemas decorrentes da manutenção de um estilo de vida extravagante tendem a superar o prazer de participar nele. Ele, portanto, concluiu que o que é necessário para a felicidade, o conforto corporal e a própria vida deve ser mantido a um custo mínimo, enquanto todas as coisas além do necessário devem ser temperadas com moderação ou completamente evitadas.

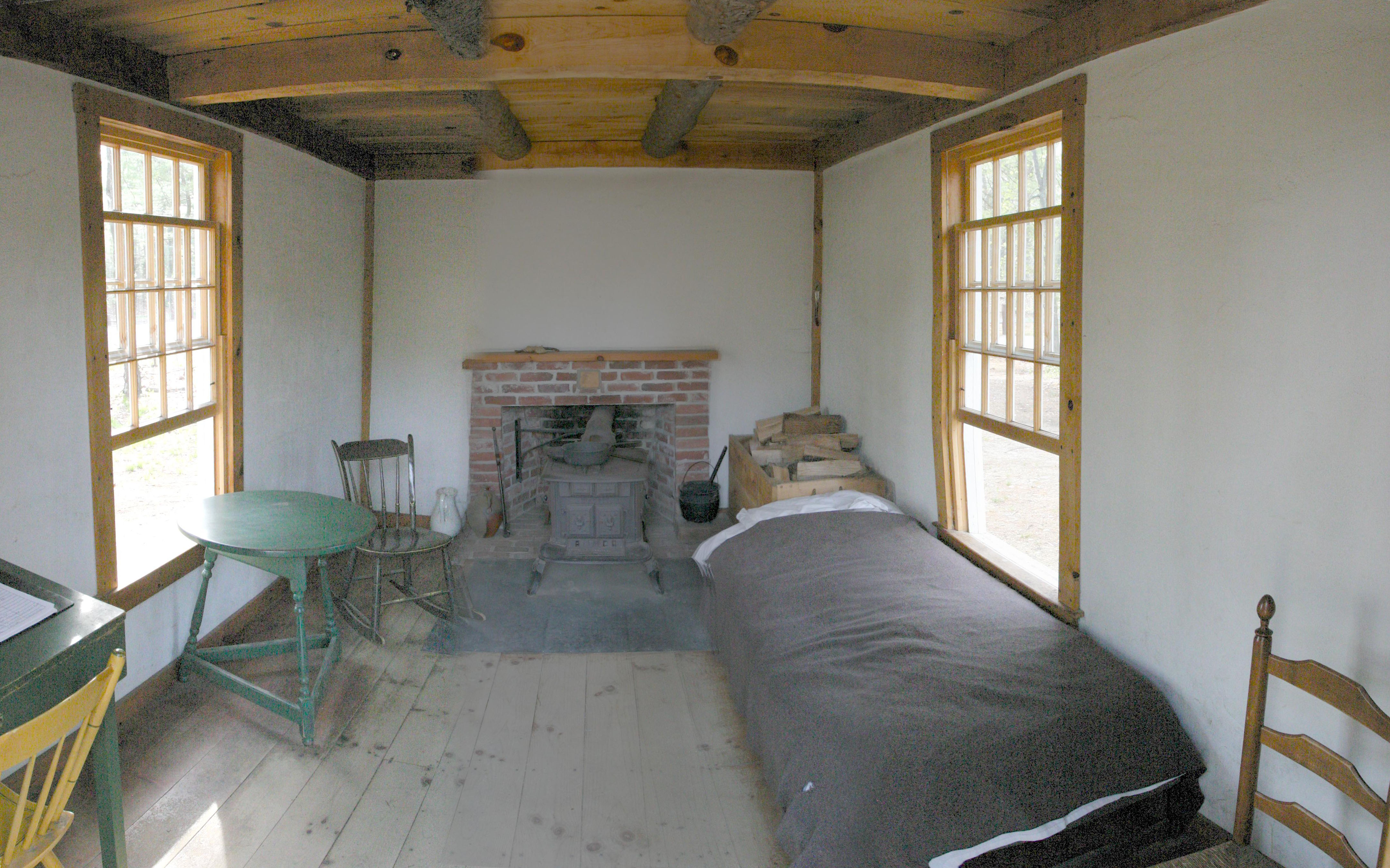
Reconstrução da cabana de Henry David Thoreau nas margens de Lago Walden

Henry David Thoreau, um naturalista e autor norte-americano, é frequentemente considerado como tendo feito a declaração secular clássica defendendo uma vida simples e sustentável no seu livro Walden (1854). Thoreau conduziu uma experiência de dois anos a viver uma vida simples nas margens de Lago Walden. Na Grã-Bretanha vitoriana, Henry Stephens Salt, um admirador de Thoreau, popularizou a ideia de "Simplificação, o método mais saudável de viver". Outros defensores britânicos da vida simples incluíam Edward Carpenter, William Morris e os membros da "Fellowship of the New Life". Carpenter popularizou a frase "Vida Simples" no seu ensaio Simplification of Life in his England's Ideal (1887).
C.R. Ashbee e os seus seguidores também praticaram algumas dessas ideias, ligando assim a simplicidade ao movimento Arts and Crafts. O romancista britânico John Cowper Powys defendeu a vida simples no seu livro de 1933 A Philosophy of Solitude. John Middleton Murry e Max Plowman praticavam um estilo de vida simples no seu Adelphi Center em Essex na década de 1930. O poeta irlandês Patrick Kavanagh defendeu uma filosofia de "simplicidade certa" baseada no ruralismo em alguns dos seus trabalhos.
George Lorenzo Noyes, naturalista, mineralogista, crítico de desenvolvimento, escritor e artista, é conhecido como o Thoreau do Maine. Ele viveu um estilo de vida selvagem, defendendo através do seu trabalho criativo uma vida simples e reverência pela natureza. Durante as décadas de 1920 e 1930, os Vanderbilt Agrários do sul dos Estados Unidos defendiam um estilo de vida e cultura centrados em valores agrários tradicionais e sustentáveis, em oposição ao industrialismo urbano progressivo que dominava o mundo ocidental naquela época.

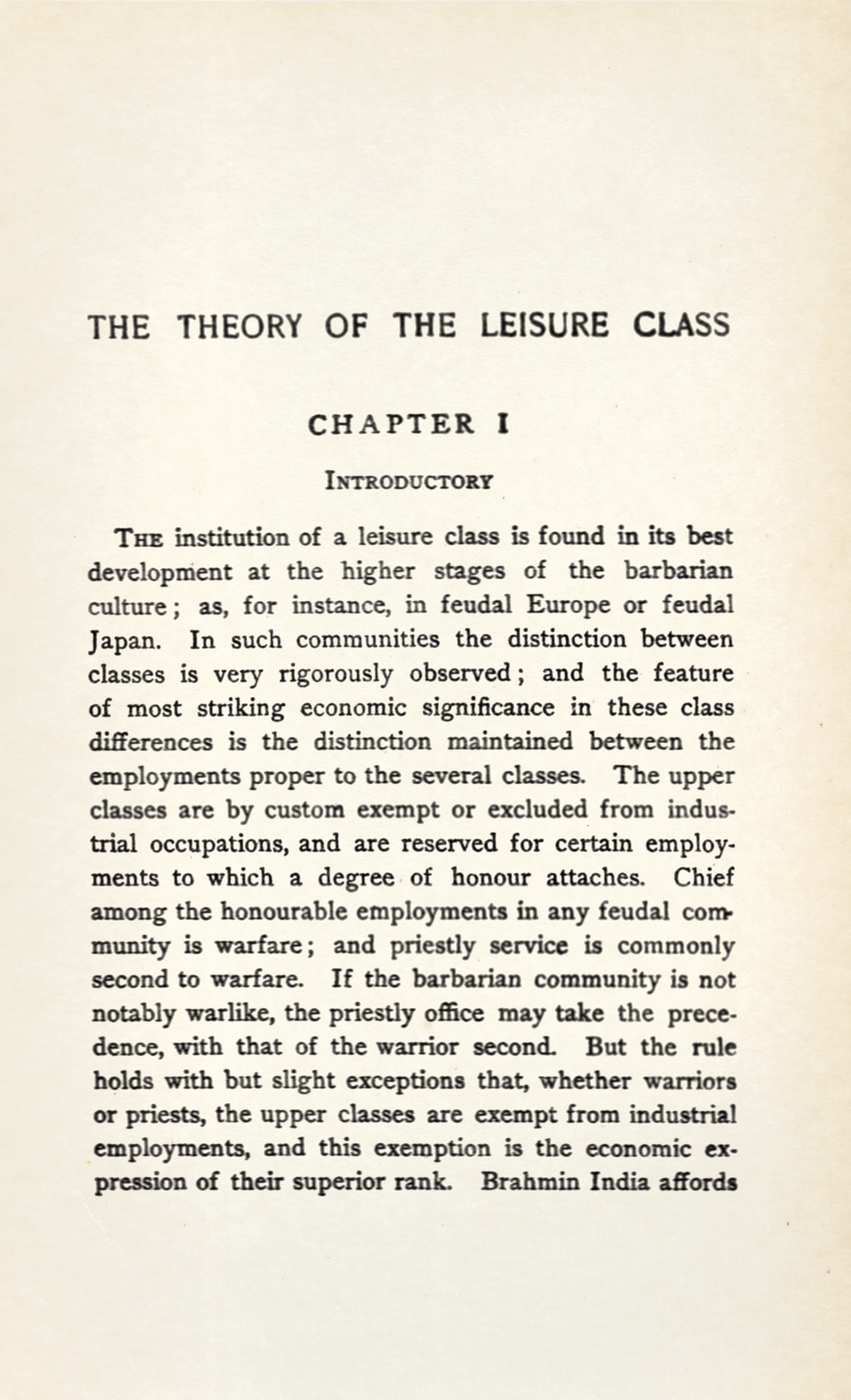
A Teoria da Classe do Lazer, 1924

O economista e sociólogo norueguês-americano Thorstein Veblen advertiu contra o consumo conspícuo da sociedade materialista com A Teoria da Classe do Lazer (1899); Richard Gregg cunhou o termo "simplicidade voluntária" em The Value of Voluntary Simplicity (1936). A partir da década de 1920, vários autores modernos articularam tanto a teoria quanto a prática de viver com simplicidade, entre eles o gandhiniano Richard Gregg, os economistas Ralph Borsodi e Scott Nearing, o antropólogo-poeta Gary Snyder e o escritor de ficção utópica Ernest Callenbach . O economista E.F. Schumacher argumentou contra a noção de que "quanto maior, melhor" em Small Is Beautiful (1973); e Duane Elgin continuou a promoção da vida simples em Voluntary Simplicity (1981). O académico australiano Ted Trainer pratica e escreve sobre simplicidade e estabeleceu o The Simplicity Institute em Pigface Point, cerca de 20 km da Universidade de Nova Gales do Sul à qual está anexado. Um conjunto secular de nove valores foi desenvolvido com o projeto Ethify Yourself na Áustria, tendo em mente um estilo de vida simplificado e acompanhado por um livro online (2011). Nos Estados Unidos, a simplicidade voluntária começou a ganhar mais exposição pública através de um movimento no final da década de 1990 em torno de um livro popular de "simplicidade", The Simple Living Guide de Janet Luhrs. Na mesma época, o minimalismo (um movimento semelhante) começou a aparecer aos olhos do público.

## Mudando a mentalidade
Danny Dover, autor de The Minimalist Mindset, afirma que as ideias são apenas pensamentos, mas implementar e agir sobre essas ideias nas nossas próprias vidas é o que vai torná-las habituais e permitir uma mudança de mentalidade. Leo Babauta acredita que encontrar beleza e alegria em menos é o que os defensores do pensamento de "mais é melhor" não conseguem fazer. Joshua Millburn e Ryan Nicodemus compartilham a sua história sobre o que eles costumavam ver na vida. É a qualidade sobre a quantidade que os minimalistas preferem seguir. Ressalta-se que devemos valorizar as coisas que nos fazem felizes e que nos são essenciais, ao invés de valorizar a ideia de apenas ter coisas para ter.
Esta mentalidade espalhou-se entre muitos indivíduos devido à influência de outras pessoas que vivem este estilo de vida.

## Práticas

### Reduzir o consumo, o tempo de trabalho e as posses
"A simplicidade resume-se em dois passos: Identificar o essencial. Eliminar o resto."

Leo Babauta
Algumas pessoas praticam uma vida simples reduzindo o consumo. A redução do consumo provavelmente levará a menos dívida individual, permitindo maior flexibilidade e simplicidade na vida de cada um. Ao diminuir as despesas com bens ou serviços, o tempo gasto para ganhar dinheiro pode ser reduzido. O tempo economizado pode ser usado para buscar outros interesses ou ajudar outras pessoas por meio do voluntariado. Alguns podem usar o tempo livre extra para melhorar a sua qualidade de vida, por exemplo, realizando atividades criativas, como arte e artesanato. Desenvolver um desapego do dinheiro levou alguns indivíduos, como Suelo e Mark Boyle, a viver sem dinheiro. A redução de despesas também pode levar ao aumento da poupança, o que pode levar à independência financeira e à possibilidade de reforma precoce.

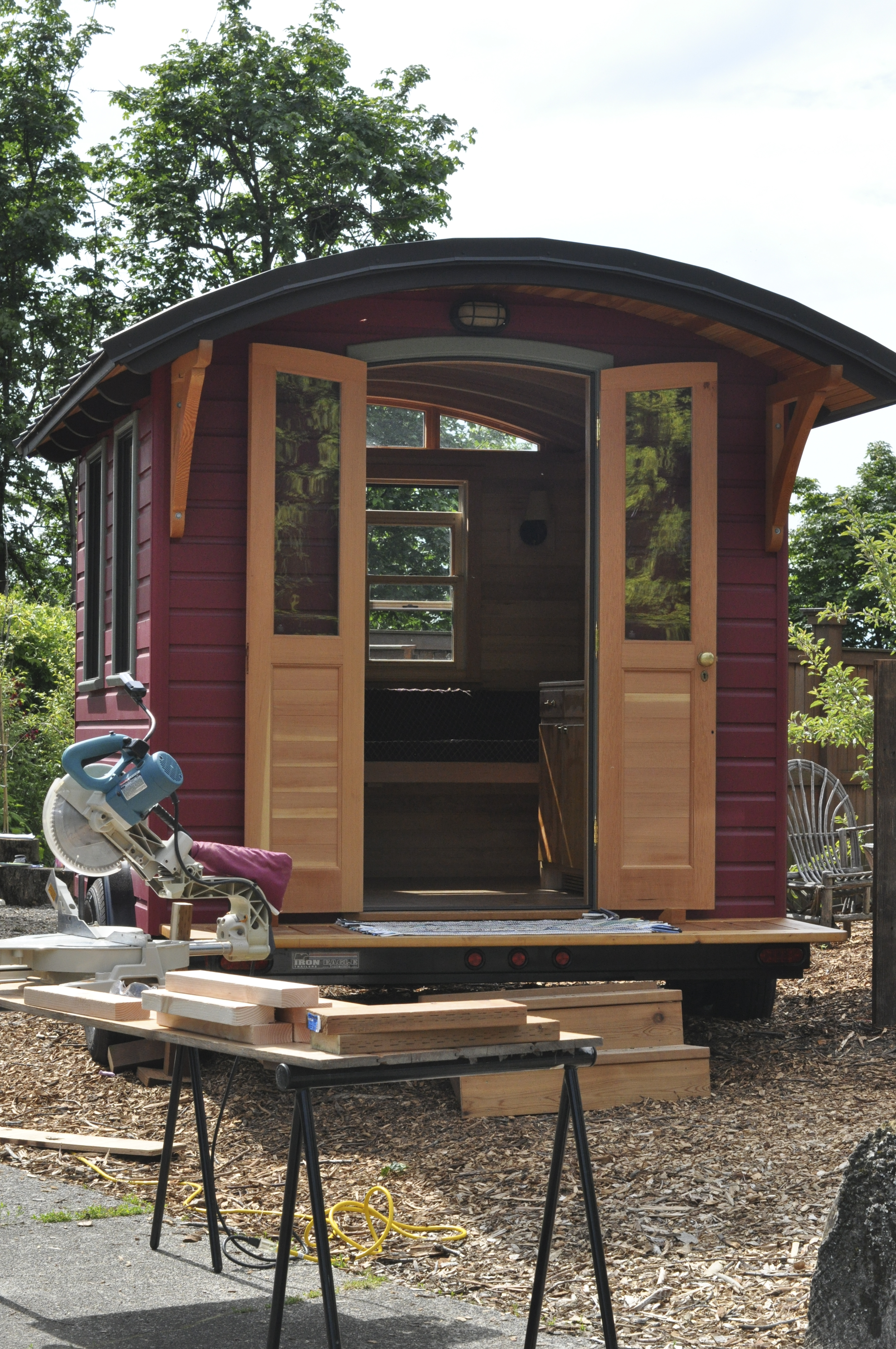
Viver simplesmente numa pequena habitação

O 100 Thing Challenge é um movimento de base para reduzir os bens pessoais a cem itens, com o objetivo de organizar e simplificar a vida. O movimento de casas pequenas inclui indivíduos que optaram por viver em pequenas habitações, sem hipotecas e de baixo impacto, como cabanas de madeira ou cabanas de praia.
Aqueles que seguem uma vida simples podem ter um valor diferente sobre as suas casas. Joshua Becker sugere simplificar o local em que vivem para aqueles que desejam viver este estilo de vida.

### Aumentando a autossuficiência

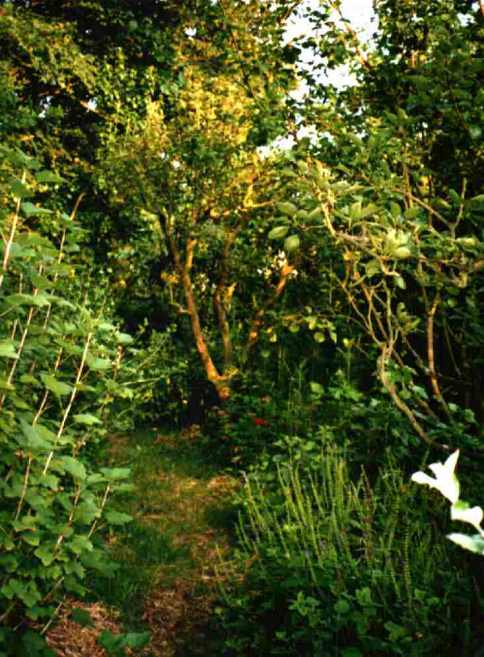
O jardim florestal de Robert Hart em Shropshire, Inglaterra, Reino Unido

Uma maneira de simplificar a vida é voltar à terra e cultivar a sua própria comida, pois o aumento da autossuficiência reduz a dependência do dinheiro e da economia. Tom Hodgkinson acredita que a chave para uma vida livre e simples é parar de consumir e começar a produzir. Este é um sentimento compartilhado por um número cada vez maior de pessoas, incluindo aquelas pertencentes à geração do milénio, como a escritora e blogueira ecológica Jennifer Nini, que deixou a cidade para viver fora da rede, cultivar alimentos e “ser parte da solução; não parte do problema."
A jardinagem florestal, desenvolvida pelo adepto da vida simples Robert Hart, é um sistema de produção de alimentos à base de plantas de baixa manutenção baseado em ecossistemas florestais, incorporando árvores frutíferas e nozes, arbustos, ervas, trepadeiras e vegetais perenes. Hart criou um jardim florestal modelo de um pomar de 0,12 acres (~485m2) na sua quinta em Wenlock Edge em Shropshire.
A ideia de food miles, o número de milhas que um determinado item de comida ou os seus ingredientes percorreu entre a quinta e a mesa, é usada por defensores da vida simples para defender alimentos cultivados localmente. Isto agora está a ganhar aceitação popular, como mostrado pela popularidade de livros como The 100-Mile Diet e Animal, Vegetable, Miracle: A Year of Food Life, de Barbara Kingsolver. Em cada um destes casos, os autores dedicaram um ano para reduzir a sua pegada de carbono comendo localmente.
Os moradores da cidade também podem produzir frutas e vegetais frescos cultivados em casa em jardins de vasos ou estufas interiores em miniatura. Tomate, alface, espinafre, acelga, ervilha, morango e vários tipos de ervas podem prosperar em vasos. Jim Merkel diz: "Uma pessoa pode germinar sementes. Elas são saborosas, incrivelmente nutritivas e fáceis de cultivar... Nós cultiva-mo-las em frascos largos com um quadrado de tela de nylon aparafusado sob um anel de metal". O agricultor Matt Moore falou sobre esta questão: “Como afeta o consumidor saber que os brócolos levam 105 dias para crescer? [...] O modo supermercado é um dos muitos – está sempre abastecido. E isso muda a nossa noção de tempo. Quanto tempo demora para cultivar alimentos - isso é removido do mercado. Eles não querem que você pense em quanto tempo leva para crescer, porque eles querem que você compre agora." Uma maneira de mudar este ponto de vista também é sugerida por Moore. Ele colocou uma instalação de vídeo na secção de produtos de uma mercearia que documentava o tempo necessário para cultivar certos vegetais. O objetivo era conscientizar as pessoas sobre o tempo realmente necessário para as hortas.
A ética do faça você mesmo refere-se ao princípio de realizar as tarefas necessárias por conta própria, em vez de ter outras pessoas, mais habilidosas ou experientes, completando-as para você.

### Reconsiderando a tecnologia
As pessoas que praticam a simplicidade voluntária têm visões diversas sobre o papel da tecnologia. O ativista político americano Scott Nearing estava cético sobre como a humanidade usaria novas tecnologias, citando invenções destrutivas, como armas nucleares. Aqueles que evitam a tecnologia moderna são frequentemente chamados de luditas ou neoluditas. Embora a simplicidade voluntária seja muitas vezes uma busca secular, ainda pode envolver a reconsideração das definições pessoais de tecnologia apropriada, como fizeram grupos anabatistas como os Amish ou Menonitas.
A tecnologia é uma forma de tornar um estilo de vida simples dentro da cultura dominante mais fácil e sustentável. A internet pode reduzir a pegada de carbono de um indivíduo por meio do trabalho remoto e menor uso de papel. Alguns também calcularam o seu consumo de energia e mostraram que se pode viver de forma simples e emocionalmente satisfatória usando muito menos energia do que é usada nos países ocidentais. As tecnologias que podem adotar incluem computadores, sistemas fotovoltaicos, turbinas eólicas e turbinas hidráulicas.
Intervenções tecnológicas que parecem simplificar a vida podem, na verdade, induzir efeitos colaterais em outros lugares ou num momento futuro. Evgeny Morozov adverte que ferramentas como a internet podem facilitar a vigilância em massa e a repressão política. O livro Green Illusions identifica como as tecnologias de energia eólica e solar têm efeitos colaterais ocultos e podem realmente aumentar o consumo de energia e causar danos ambientais ao longo do tempo. Os autores do livro Techno-Fix criticam os otimistas tecnológicos por ignorarem as limitações da tecnologia na resolução de problemas agrícolas.
A publicidade é criticada por estimular uma mentalidade consumista. Muitos defensores da simplicidade voluntária tendem a concordar que cortar, ou reduzir, ver televisão é um ingrediente chave na vida simples.

### Simplificando a dieta

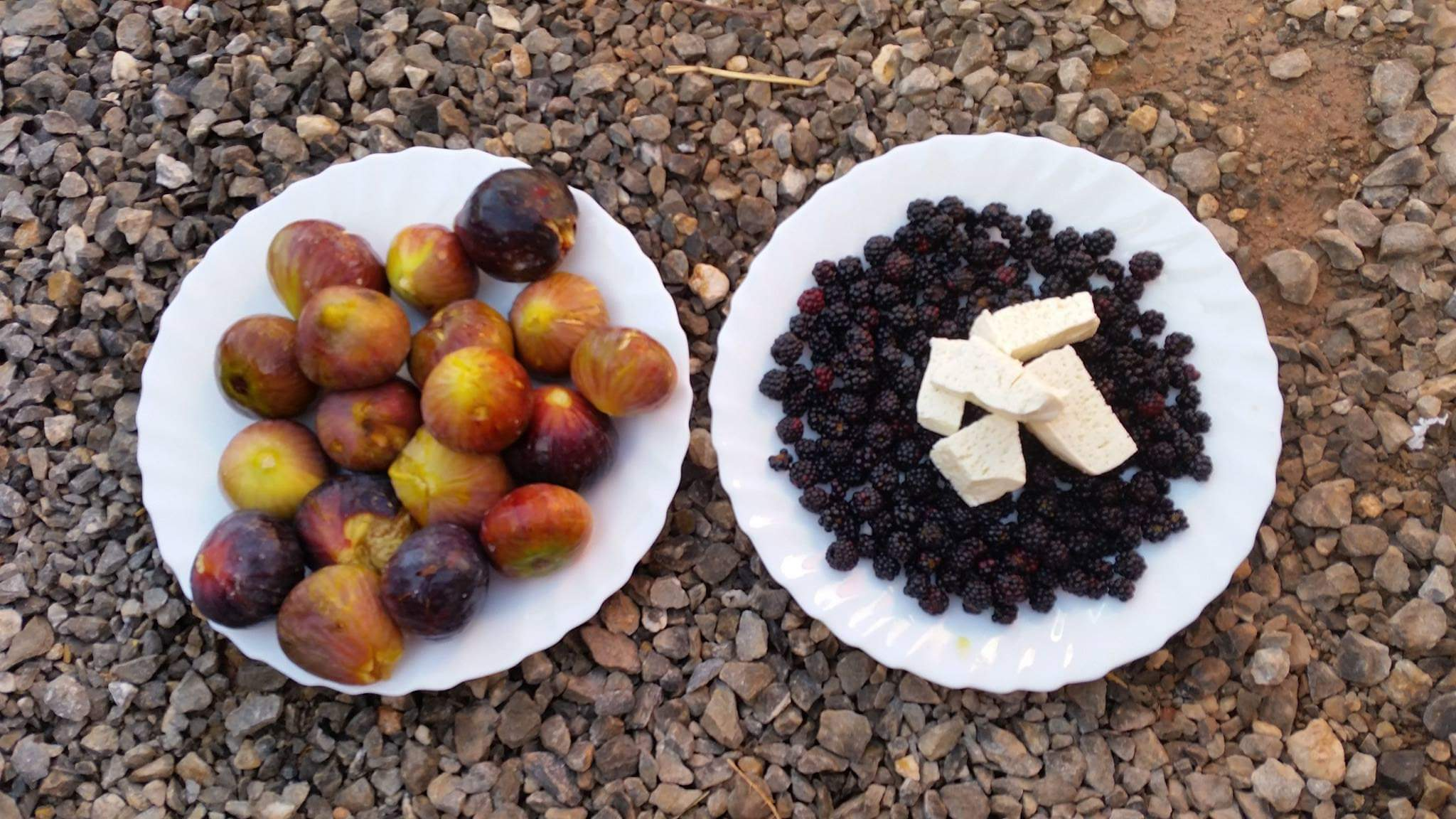
Figos, frutas e queijo

Ao contrário de outras formas de dieta, como a dieta à base de plantas, cetogênica e mediterrânica, entre outras, a dieta simplificada concentra-se em vários princípios, em vez de ter um conjunto de regras. É comum os indivíduos utilizarem ingredientes menos sofisticados e mais baratos, e tendem a promover pratos considerados como “comfort food”, incluindo pratos caseiros. As dietas simples costumam ser consideradas “saudáveis”, pois incluem uma quantidade significativa de frutas e vegetais. Uma dieta simples geralmente evita alimentos altamente processados e fast-food. Uma dieta simples, por pertencer a um estilo de vida, também implica ter tempo para estar presente enquanto se come, como seguir rituais, evitar multitarefas ao comer e reservar um tempo para consumir os alimentos com consciência e gratidão, potencialmente na companhia de outras pessoas. Além disso, é comum cozinhar a própria comida, seguindo receitas simples que não consomem muito tempo, na tentativa de reduzir a quantidade de energia necessária para cozinhar.
No geral, no entanto, uma dieta simples parece diferente de pessoa para pessoa e pode ser adaptada para atender às necessidades e desejos individuais. Por exemplo, no Reino Unido, o Movimento pela Vida Compassiva foi formado por Kathleen e Jack Jannaway em 1984 para espalhar a mensagem do veganismo e promover a vida simples e a autossuficiência como remédio contra a exploração de humanos, animais e do planeta.

## Política e ativismo

### Ambientalismo
O ambientalismo é inspirado na vida simples, pois a harmonia com a natureza é intrinsecamente dependente de um estilo de vida simples. Por exemplo, os partidos verdes muitas vezes defendem uma vida simples como consequência dos seus "quatro pilares" ou os "Dez Valores-Chave" do Partido Verde dos Estados Unidos. Isto inclui, em termos de políticas, a rejeição da engenharia genética e da energia nuclear e outras tecnologias que consideram perigosas. O apoio dos Verdes à simplicidade baseia-se na redução da utilização dos recursos naturais e do impacto ambiental. Este conceito é expresso no "triângulo verde" de Ernest Callenbach de ecologia, frugalidade e saúde.

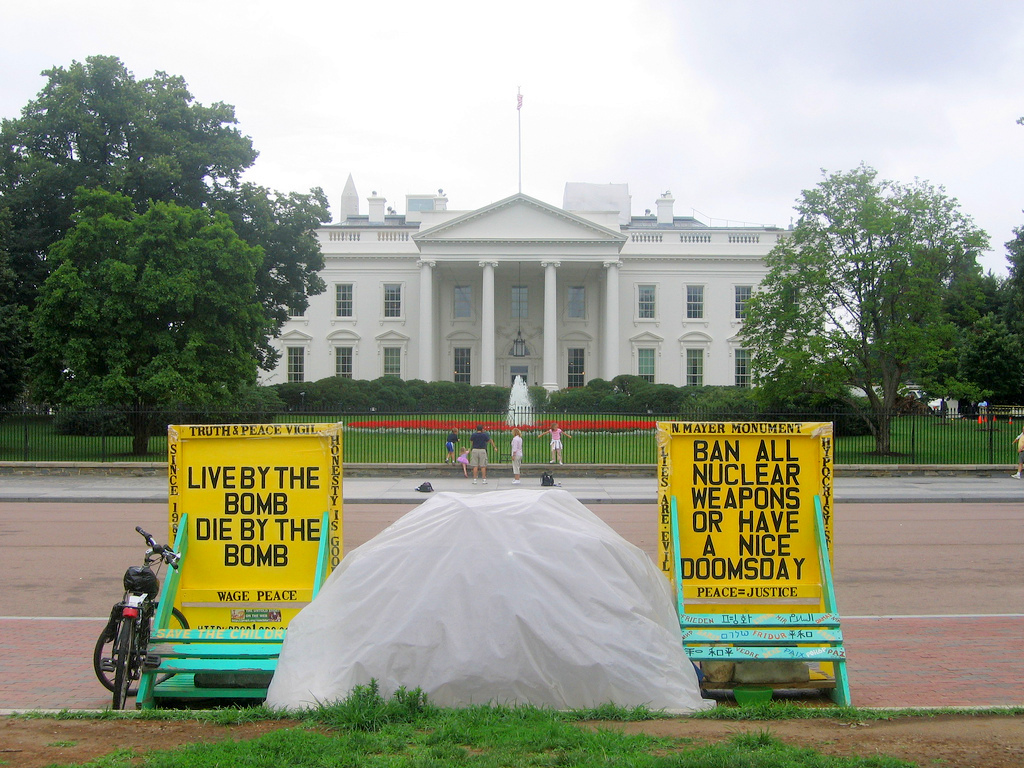
A Vigília de Paz da Casa Branca, iniciada por um aderente da da vida simples Thomas em 1981

Muitos com visões semelhantes evitam o envolvimento mesmo com a política verde como comprometedora da simplicidade, no entanto, e defendem formas de anarquismo verde que tentam implementar esses princípios em menor escala, por exemplo, a ecovila. A ecologia profunda, uma crença de que o mundo não existe como um recurso a ser explorado livremente pelos humanos, propõe a preservação da natureza selvagem, o controlo da população humana e a vida simples.

### Anti-guerra
A oposição à guerra levou ativistas da paz, como Ammon Hennacy e Ellen Thomas, a uma forma de resistência fiscal na qual reduzem o seu rendimento abaixo do limite fiscal adotando um estilo de vida simples. Estes indivíduos acreditam que o seu governo está envolvido em atividades imorais, antiéticas ou destrutivas, como a guerra, e o pagamento de impostos inevitavelmente financia essas atividades.

### Artes
O termo boêmia tem sido usado para descrever uma longa tradição de pobreza tanto voluntária como involuntária por artistas que dedicam o seu tempo a empreendimentos artísticos em vez de trabalho remunerado. A fase boémianista foi cunhada pela burguesia francesa como forma de descrever os "inconformistas" da sociedade. Geralmente, os boémios pareciam expressar a sua heterodoxia através da arte simplista; este comportamento foi notadamente observado por Amedeo Modigliani. Amedeo Modigliani era conhecido pelas suas pinturas e esculturas que retratavam a nudez numa interpretação provocativa, mas inequívoca. Mais tarde, essa forma de arte minimalista transcendeu em muitos países, inspirando movimentos artísticos "rebeldes" no século XX.
Em maio de 2014, uma reportagem na NPR sugeriu que atitudes positivas em relação a viver na pobreza por causa da arte estão se a tornar menos comuns entre os jovens artistas americanos, e citou um recém-formado da Escola de Design de Rhode Island dizendo que os "seus colegas mostraram pouco interesse em viver em sótãos e comer macarrão ramen."

## Economia
Um novo movimento económico tem se vindo a formar desde a Conferência das Nações Unidas sobre o Meio Ambiente Humano em 1972, e as publicações daquele ano de Only One Earth, Os Limites do Crescimento e Blueprint For Survival, seguido por Small Is Beautiful: Economics As If People Mattered em 1973.
Recentemente, David Wann introduziu a ideia de "prosperidade simples" aplicada a um estilo de vida sustentável. Do seu ponto de vista, e como ponto de partida para o que ele chama de sustentabilidade real, “é importante fazermo-nos três perguntas fundamentais: qual é o sentido de todos os nossos deslocamentos e consumos? Para que serve a economia? E, finalmente, por que parecemos estar mais infelizes agora do que quando começamos a nossa busca inicial por rica abundância?"
Um ponto de referência para esta nova economia pode ser encontrada em A New Economics of Sustainable Development, de James Robertson, e no trabalho de pensadores e ativistas, que participam na sua rede e programa Working for a Sane Alternative. De acordo com Robertson, a mudança para a sustentabilidade provavelmente exigirá uma ampla mudança de ênfase, de aumento de rendimento a redução de custos.
Os princípios da nova economia, conforme estabelecido por Robertson, são os seguintes:
- Empoderamento sistemático das pessoas (em oposição a torná-las e mantê-las dependentes), como base para o desenvolvimento centrado nas pessoas
- Conservação sistemática dos recursos e do meio ambiente, como base para o desenvolvimento ambientalmente sustentável
- Evolução de um modelo de vida económica de "riqueza das nações" para um modelo mundial e de um modelo da economia internacional de hoje para um sistema económico mundial ecologicamente sustentável, descentralizado e multinível
- Restauração de fatores políticos e éticos para um lugar central na vida e no pensamento económico
- Respeito por valores qualitativos, não apenas valores quantitativos